# Новотроїцьке (Чишминський район)
Новотро́їцьке (рос. Новотроицкое, башк. Яңы Троицкий) — село у складі Чишминського району Башкортостану, Росія. Адміністративний центр Новотроїцької сільської ради.
Населення — 411 осіб (2010; 356 у 2002).
Національний склад:
- татари — 72 %